# James Joseph Hartley

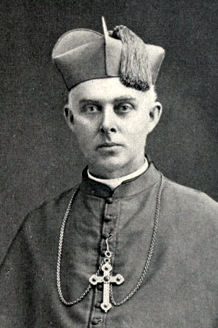
James Joseph Hartley

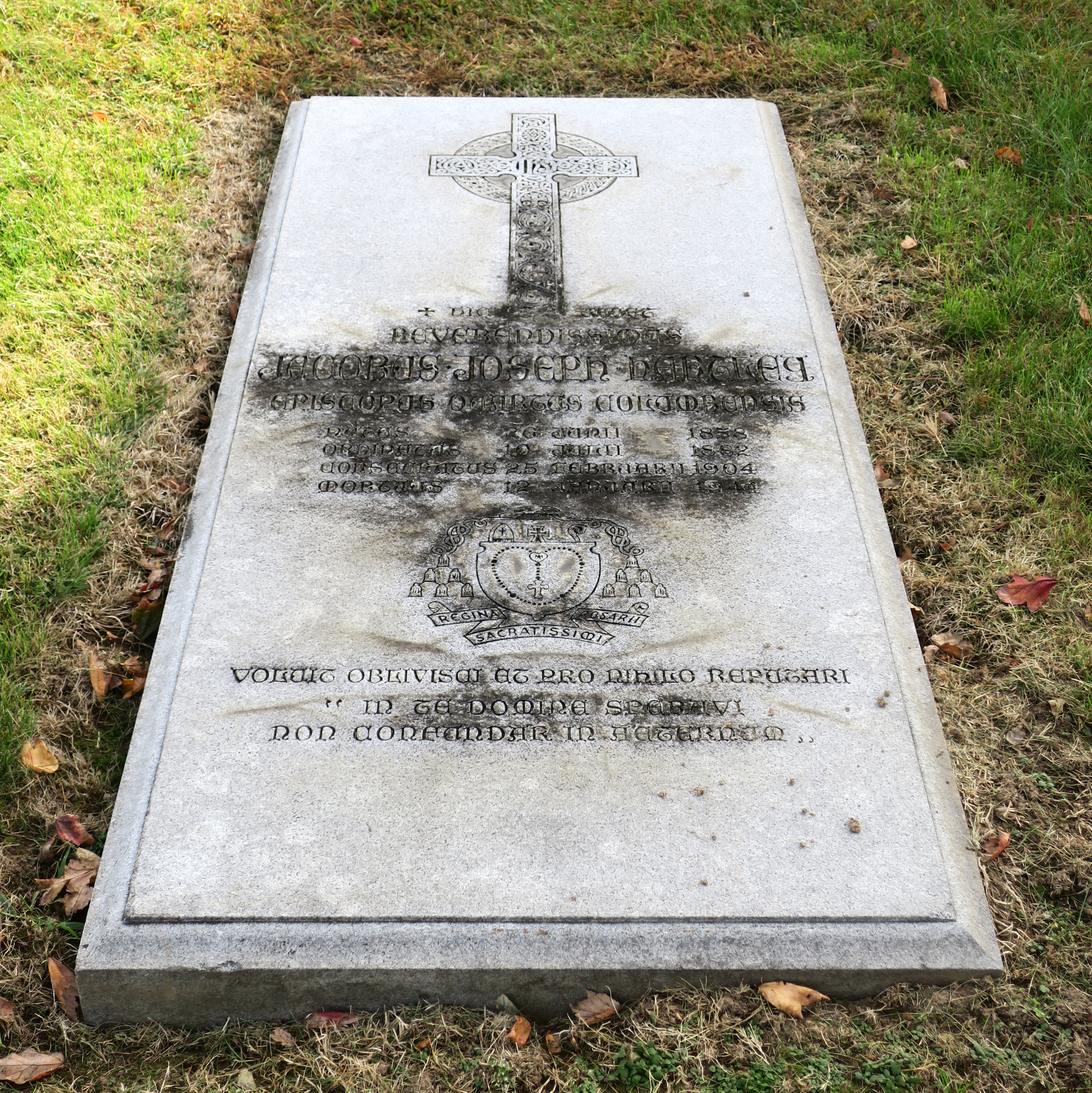
Grab von James Joseph Hartley auf dem St. Joseph Cemetery in Lockbourne

James Joseph Hartley (* 26. Juni 1858 in Davenport, Iowa; † 12. Januar 1944 in Columbus, Ohio) war ein US-amerikanischer Geistlicher und römisch-katholischer Bischof von Columbus.

## Leben
James Joseph Hartley studierte Philosophie und Katholische Theologie am St. Aloysius Seminary in Columbus, am Mount St. Mary’s Seminary of the West in Norwood und am Our Lady of Angels Seminary in Niagara. Hartley empfing am 10. Juli 1882 in der Kathedrale St. Joseph durch den Bischof von Columbus, John Ambrose Watterson, das Sakrament der Priesterweihe.
Hartley war zunächst als Pfarrvikar der Pfarrei St. Peter in Steubenville tätig, bevor er 1885 Pfarrer der Pfarrei Holy Name in Steubenville wurde. Als Pfarrer der Pfarrei Holy Name ließ er eine neue Kirche errichten, die später die Kathedrale des Bistums Steubenville wurde, und gründete eine neue High School.
Am 19. Dezember 1903 ernannte ihn Papst Pius X. zum Bischof von Columbus. Der Koadjutorerzbischof von Cincinnati, Henry Moeller, spendete ihm am 25. Februar 1904 in der Holy Name Church in Steubenville die Bischofsweihe; Mitkonsekratoren waren der Weihbischof in Indianapolis, Denis O’Donaghue, und der Bischof von Fort Wayne, Herman Joseph Alerding. Die Amtseinführung erfolgte am 1. März 1904. In seiner Amtszeit als Bischof gründete Hartley das St. Charles Seminary in Columbus sowie vier Krankenhäuser.
Sein Grab befindet sich auf dem St. Joseph Cemetery in Lockbourne. Die 1957 gegründete Bishop Hartley High School in Columbus wurde nach James Joseph Hartley benannt.